# Zlatý Kopec

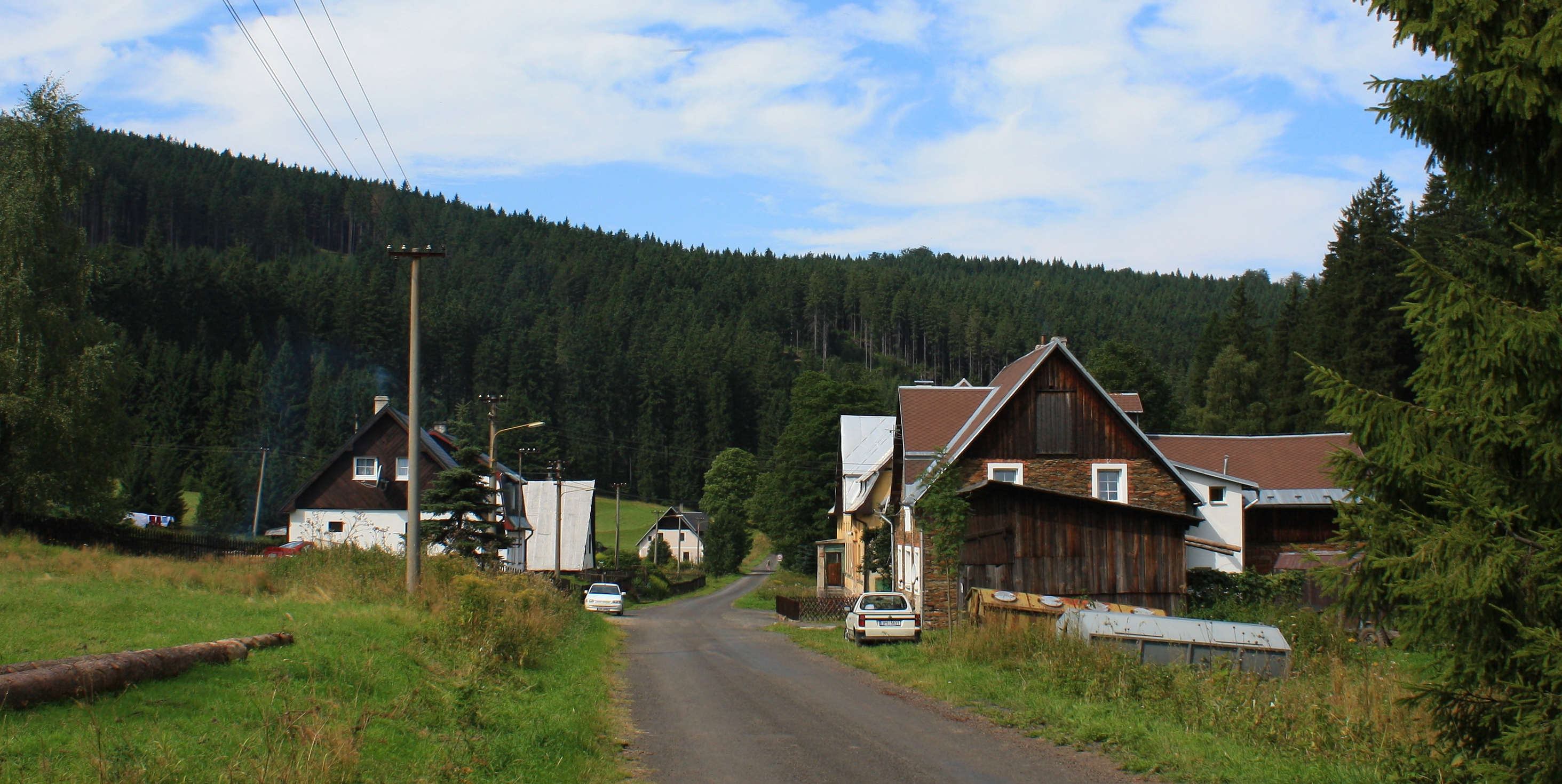
Zlatý Kopec Ortskern

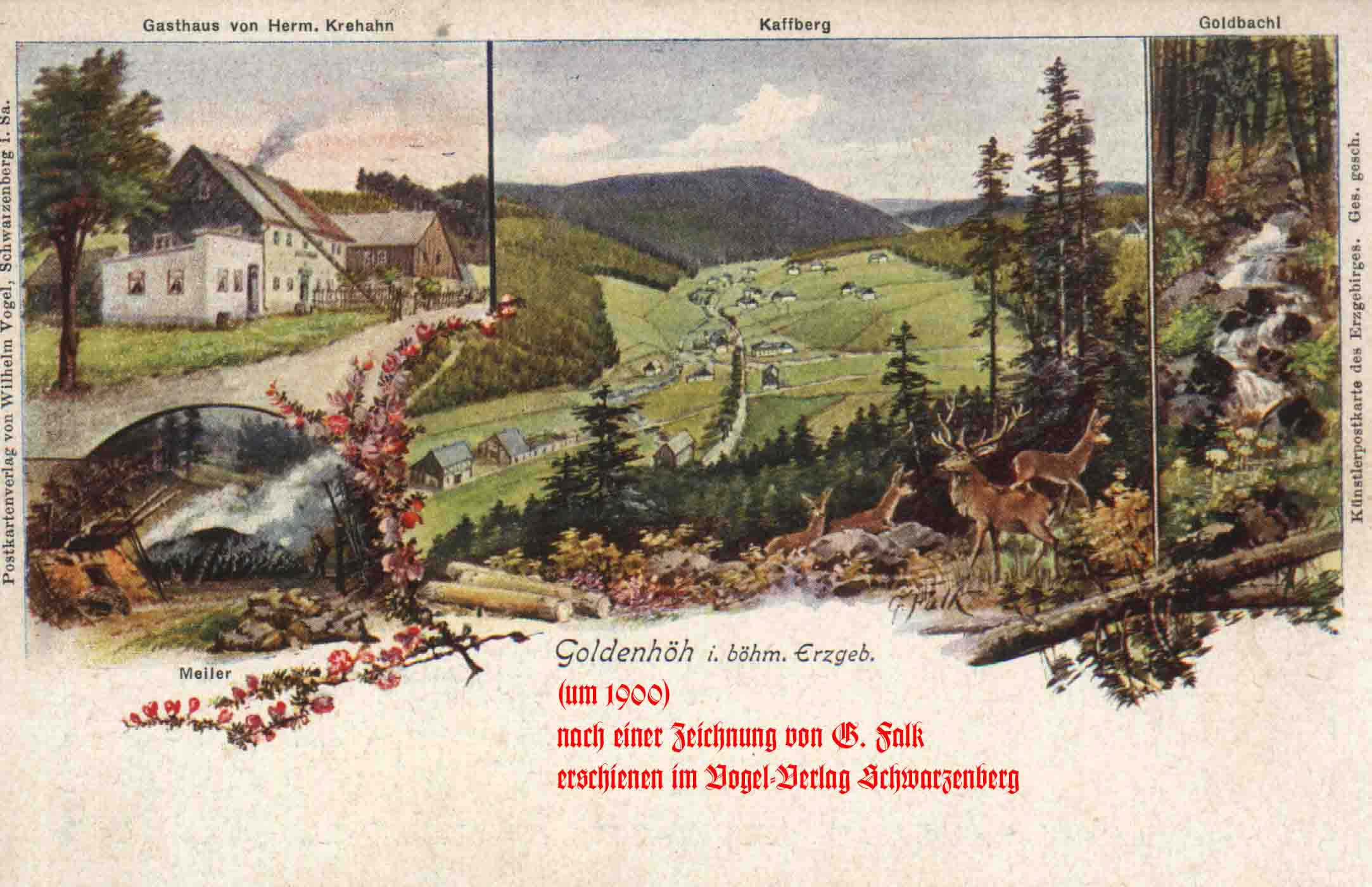
Ortsansichten auf einer Postkarte (um 1900)

Zlatý Kopec (deutsch Goldenhöhe) ist ein Ortsteil der Stadt Boží Dar (Gottesgab) in der Region Karlovarský kraj in einer Höhenlage von 735 m über dem Meer. Er erlangte seine Bekanntheit als Sommerfrische und Wintersportplatz durch seine Lage im Talgrund des Goldbachls bzw. Goldwassers (Zlatý potok), abseits der Haupttouristenströme.

## Geschichte
Der Ort wurde von sächsischen Bergleuten am alten Rittersgrüner Pass in der Herrschaft Schwarzenberg gegründet. Seit dem 16. Jahrhundert wurde in diesem Gebiet Zinn-, Eisen- und Kupfererze abgebaut. Der Name leitete sich von einer ersten Siedlung die vermutlich in der Nähe an der Quelle des Goldbaches auf dem Alten Berge entstanden ist, ab. Zunächst lautete der Name nach dem gleichnamigen Revier Kaff. Nach dem Schmalkaldischen Krieg fiel das Gebiet 1546 an die Böhmische Krone.
Bis zur Aufhebung der Patrimonialherrschaften 1848/49 gehörte der Goldenhöhe im Bergrevier Gottesgab zum k. k. Montanwalddominium Sankt Joachimsthal, die der Verwaltung des k. k. Bergoberamtes Sankt Joachimsthal unterstand. Goldenhöhe war zur Pfarrkirche St. Anna in Gottesgab gepfarrt. 1847 zählte der Ort 27 Häuser und 201 Einwohner, darunter 4 protestantische Familien, 1 Schule unter dem Patronat des Bergoberamtes, 1 Jägerhaus, 1 Mühle und 4 Zinnzechen: Kohlreiter, Dreifaltigkeit, St. Johann sowie Gabe Gottes.
Nach dem Ersten Weltkrieg wurde Goldenhöhe 1919 der neu geschaffenen Tschechoslowakei zugeschlagen. Im Jahr 1930 bestanden 42 Häuser im Ort, der bis 1945 zur Gemeinde Seifen (Ryžovna) gehörte. Aufgrund des Münchner Abkommens gehörte der Ort von 1938 bis 1945 zum Landkreis Sankt Joachimsthal, Regierungsbezirk Eger, im Reichsgau Sudetenland des Deutschen Reichs. Die deutsche Bevölkerung wurde nach dem Zweiten Weltkrieg enteignet und vertrieben.
Mit Fichtenwäldern bewachsene Berge (z. B. der Hahn- und Kaffberg) umgeben den Ort schützen ihn gegen raue Nordwinde, und mildern somit das Klima gegenüber der Gottesgaber Hochfläche ab. Mitten im Ort befand sich das Gasthaus Stieler, das über 6 Zimmer mit 8 Betten verfügte. Dieses Gasthaus ist zurzeit geschlossen. Im Ort bestehen heute private Unterkunftsmöglichkeiten.
Talabwärts von Goldenhöhe liegt an der Grenze der Ortsteil Český Mlýn (Böhmische Mühle), südlich von Rittersgrün, in dem sich das gleichnamige Gasthaus befand. In der Nähe stand das „Gasthaus zur Patscherei“ gegenüber von Ehrenzipfel. Beide Gaststätten wurden in den 1950er Jahren abgerissen. In ihrer Nähe befinden sich heute zwei Grenzübergänge zwischen Sachsen und Tschechien, die im Winter von Skiwanderern benutzt werden können.
Von diesen Grenzübergängen besteht zum Beispiel die Möglichkeit, Skitouren über die heute nicht mehr bestehende Ortschaft Halbmeil nach Boží Dar und zurück über die Grenze bei Tellerhäuser entlang des Anton-Günther-Weges unterhalb des Kaffberges zu unternehmen. Im Jahr 2011 bestanden 6 Häuser im Ort.

## Entwicklung der Einwohnerzahl
| Jahr | Einwohnerzahl |
| ---- | ------------- |
| 1869 | 249           |
| 1880 | 266           |
| 1890 | 258           |
| 1900 | 265           |
| 1910 | 337           |

| Jahr | Einwohnerzahl |
| ---- | ------------- |
| 1921 | 276           |
| 1930 | 318           |
| 1950 | 10            |
| 1961 | 5             |
| 1970 | 5             |

| Jahr | Einwohnerzahl |
| ---- | ------------- |
| 1980 | 0             |
| 1991 | 2             |
| 2001 | 6             |
| 2011 | 1             |

## Sehenswürdigkeiten

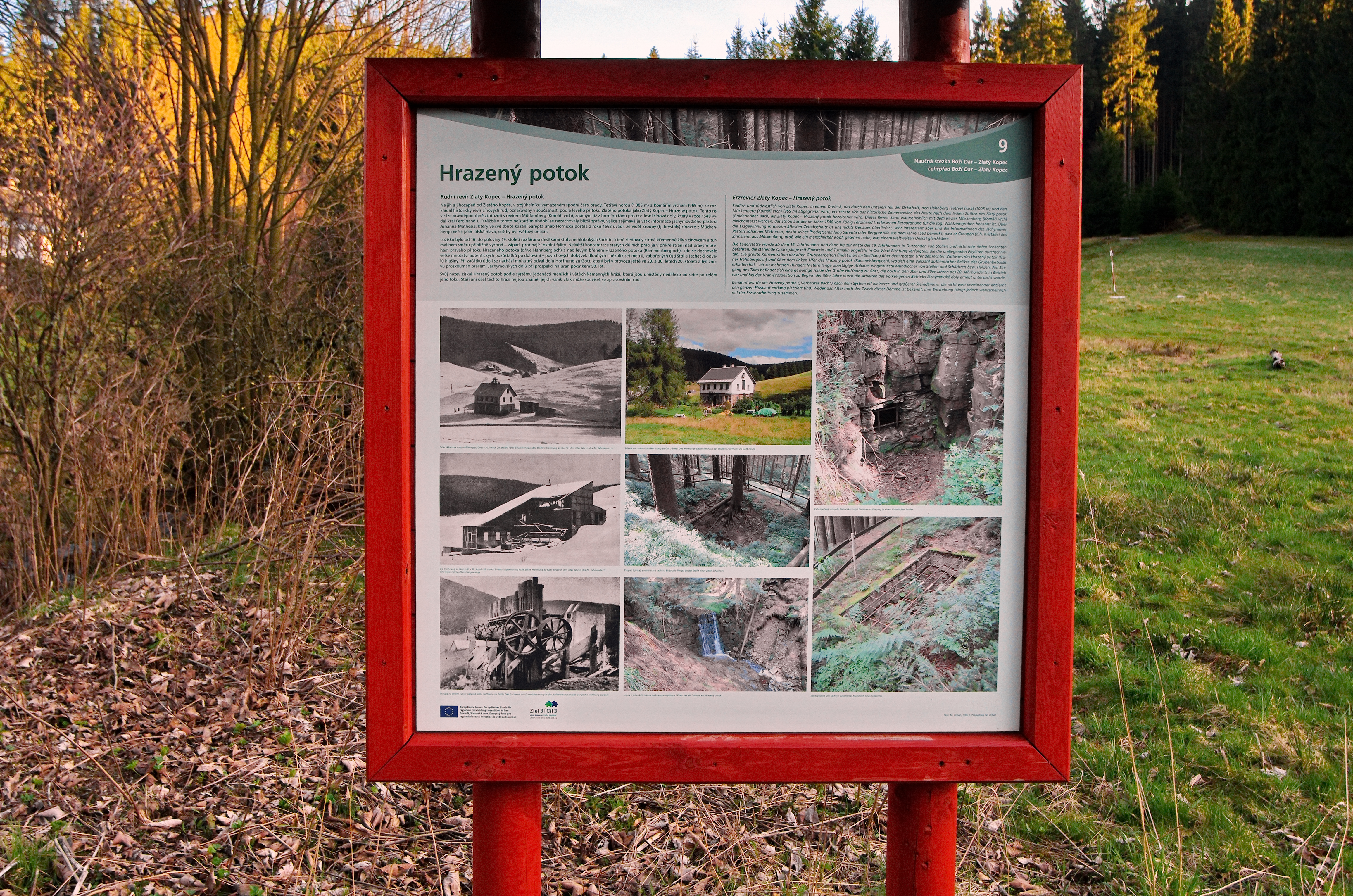
Infotafel Bergbaurevier „verbauter Bach“ (Hrazený potok)

- viele Bergbaudenkmale in den Revieren am Mückenberg (Komari vrch) und am „verbauten Bach“ (Hrazený potok) sowie im Revier „Kaff“.

### Besucherbergwerk Johannesstollen (Zlatý Kopec)

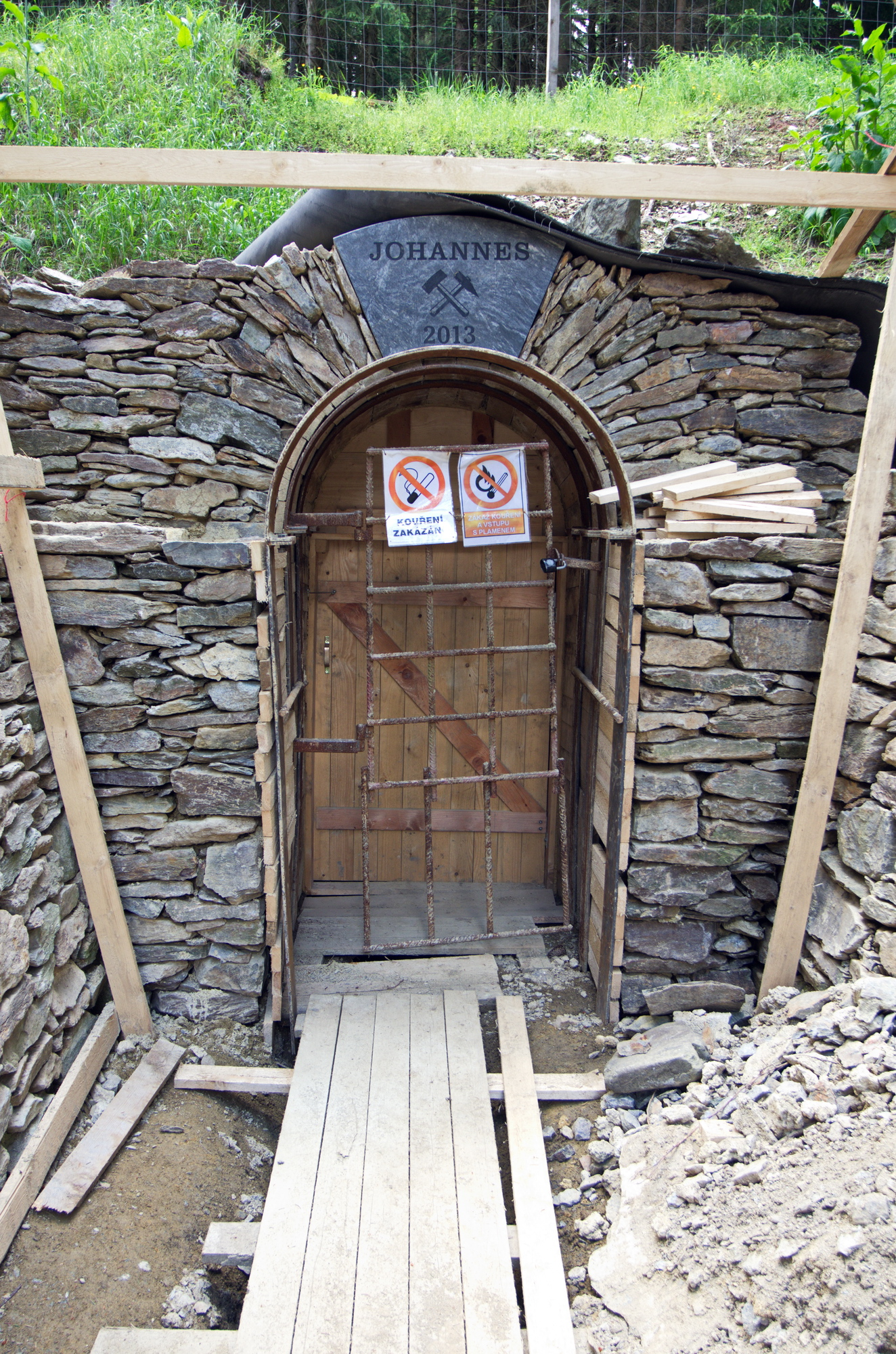
Stollenportal Johannesstolln

Bereits in der ersten Hälfte des 16. Jh. wurden im Revier Kaff bei Zlaty Kopec (Goldenhöhe) Zinn-, Eisen- und geringere Mengen Kupfererze abgebaut. Die Erze liegen in Skarnlagen vor. Bis in die 1860er Jahre wurde hier gefördert. In den 20er und 60–70er Jahren des 20. Jh. wurde eine erneute Lagerstätten-Erkundung vorgenommen. Auf einer Fläche von 1500 × 400 m gibt es viele oberirdische und unterirdische Bergbaurelikte. Im östlichen Teil des Reviers „Kaff“, dem sogenannten „Vorderen Kaff“ befindet sich der bedeutendste Stollen, der Stollen Johannes.
Am hinteren Kaff befindet sich die Grube Kohlreuter mit dem gleichnamigen Stollen, in den bis 40 m lange und 25 m breite Abbaue erhalten blieben. Die tiefer gelegenen Erbstollen Segen-Gottes und Dreikönig entwässerten diese Grube. Vor den Mundlöchern dieser Erbstollen befinden sich große Halden, auf denen auch heute noch die Haupterzminerale gefunden werden können.
Im Stollen Johannes befinden sich ebenfalls bemerkenswerte große Abbaukammern von 60 × 20 m und 10–12 m Höhe. Da diese großen Kammern auch überregional bemerkenswert sind, wurde im Stollen Johannes 2013 (lt. Inschrift am Stollenportal) ein Besucherbergwerk eingerichtet. Der 180 m lange Johannesstollen mündet in die schon genannten großen mittelalterlichen Abbaukammern.
Die polymetallischen Skarne in den Grubenfeldern Johannes, Kohlreuter, Dreifaltigkeit und Dreikönig sind auch international bedeutend, da sie nur selten vorkommen. Es handelt sich um das Zinnborat Hulsit (nur bekannt von der Seward-Halbinsel in Alaska, aus China und Sibirien) und das Zinnhydroxid Schoenfliesit (Vorkommen sonst nur in Alaska und in Pitkäranta in Karelien).
Auf der Goldenhöhe bilden die Skarne zwei in Chlorit-Serizit-Phyliten eingeschlossene tafelförmige Körper. Das geförderte Eisen liegt hier als Magnetit vor. Ab etwa 1860 wurden im Revier Kaff auch Zinkerze gefördert.
Bei zuletzt durchgeführten Untersuchungen wurden im Zinkerz abbauwürdige Mengen Kadmium und Indium gefunden. Die Suche nach Uran in mehreren Stollen blieb erfolglos.
Als weitere Gruben und Stollen im Skarn-Revier „Kaff“ nennt eine Karte: „JD c.7“, Klementine, Mathesius, Trikralova, Hermann, Hugo und Rudolf.

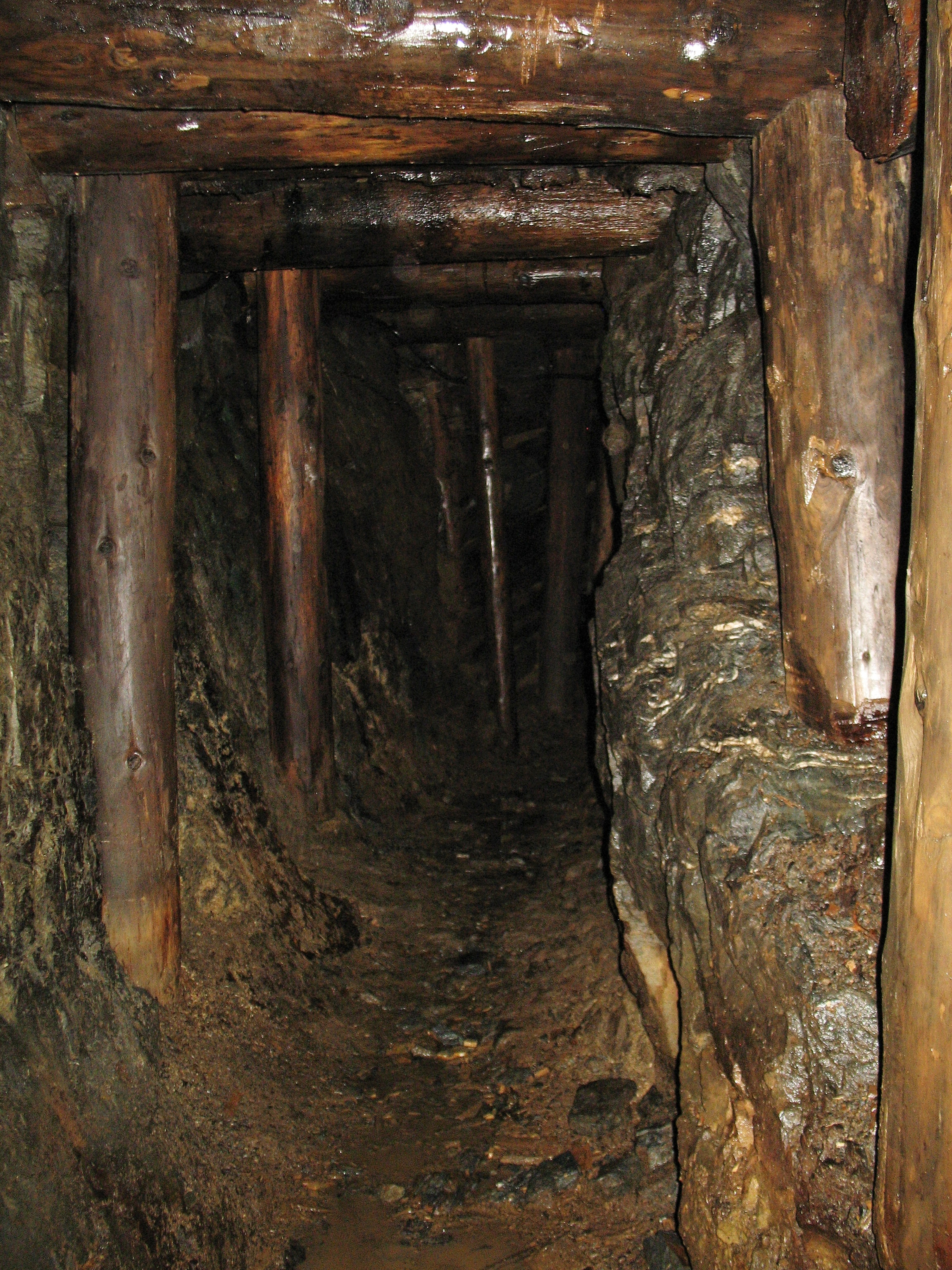
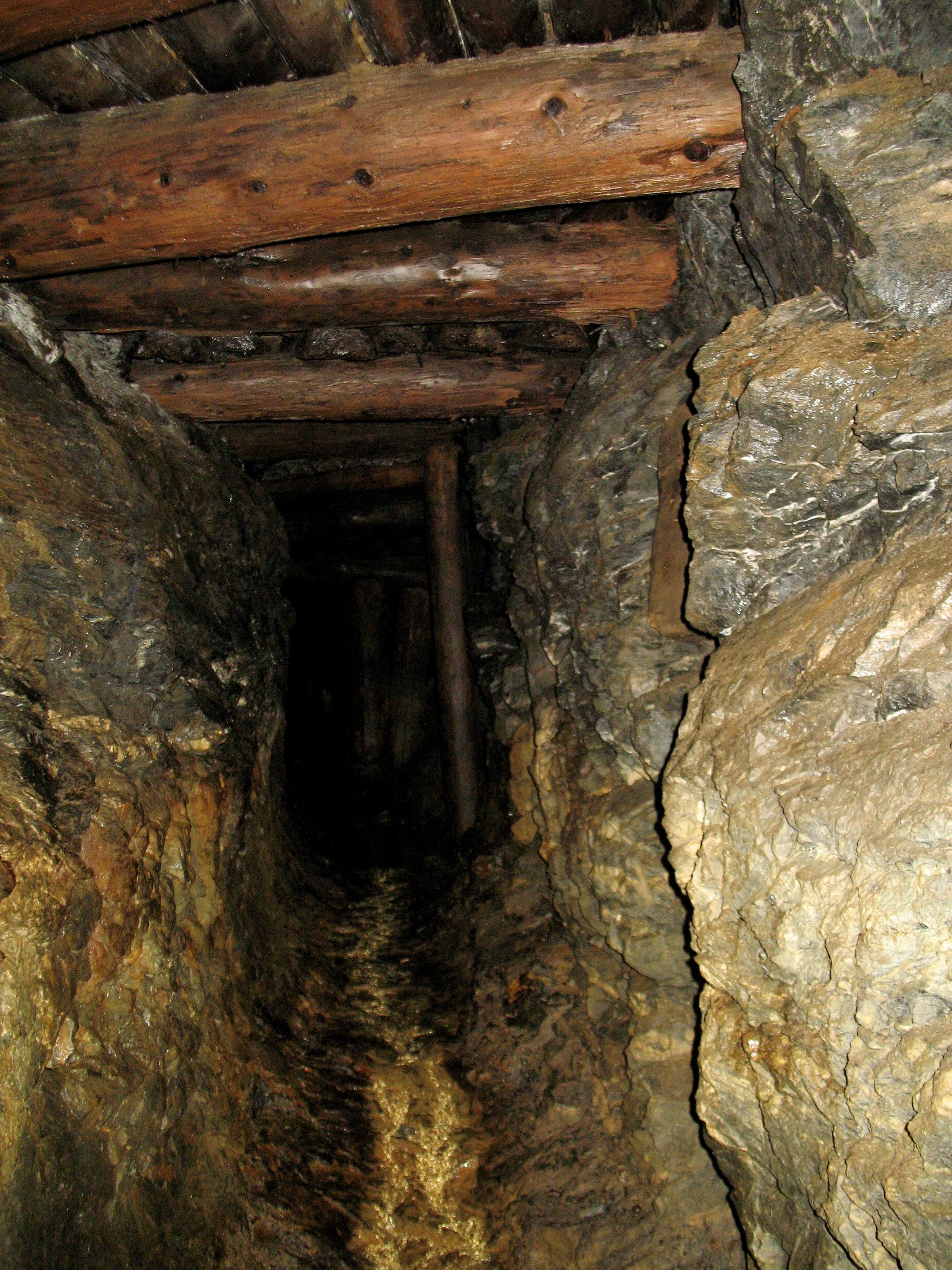
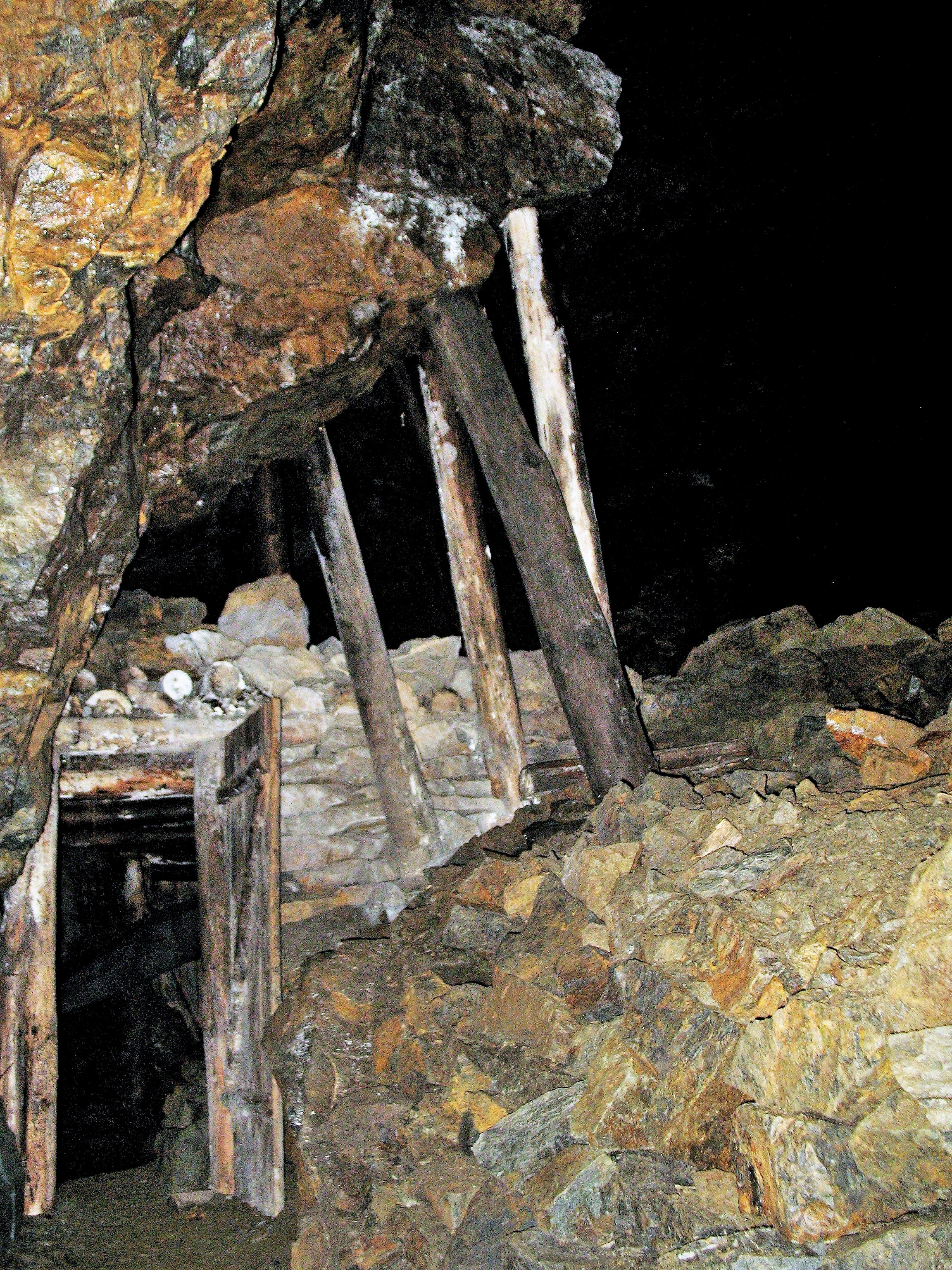
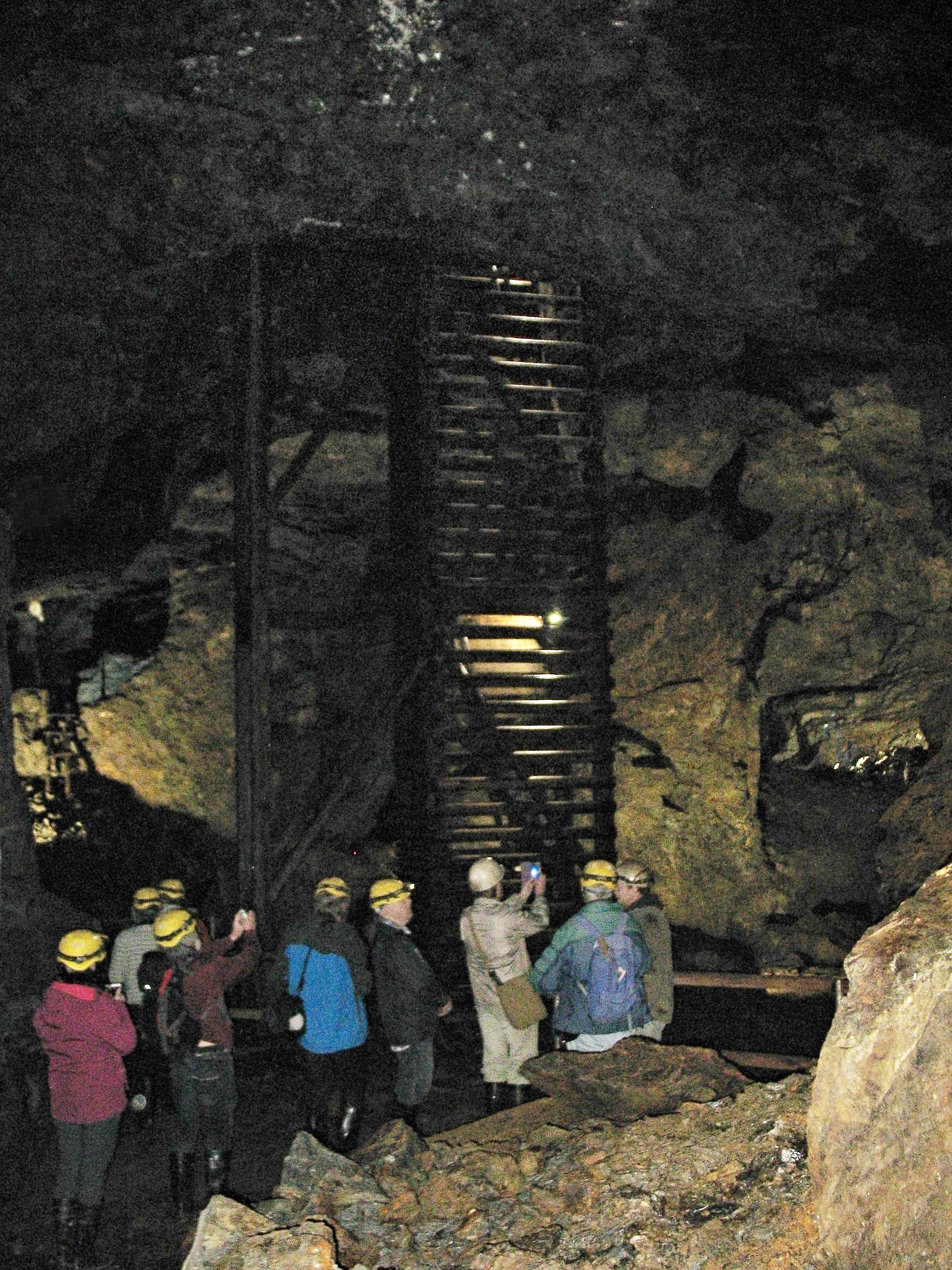
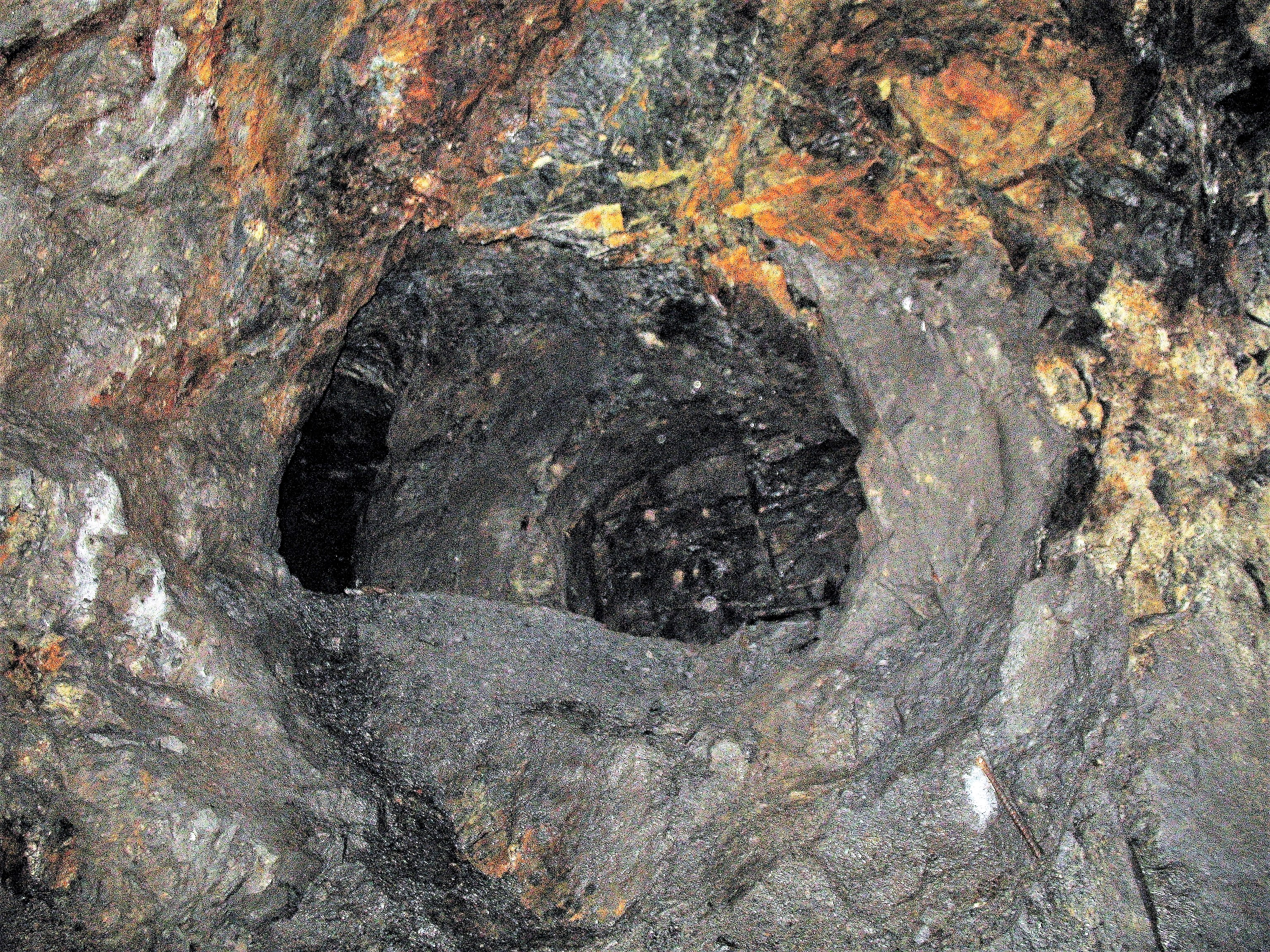
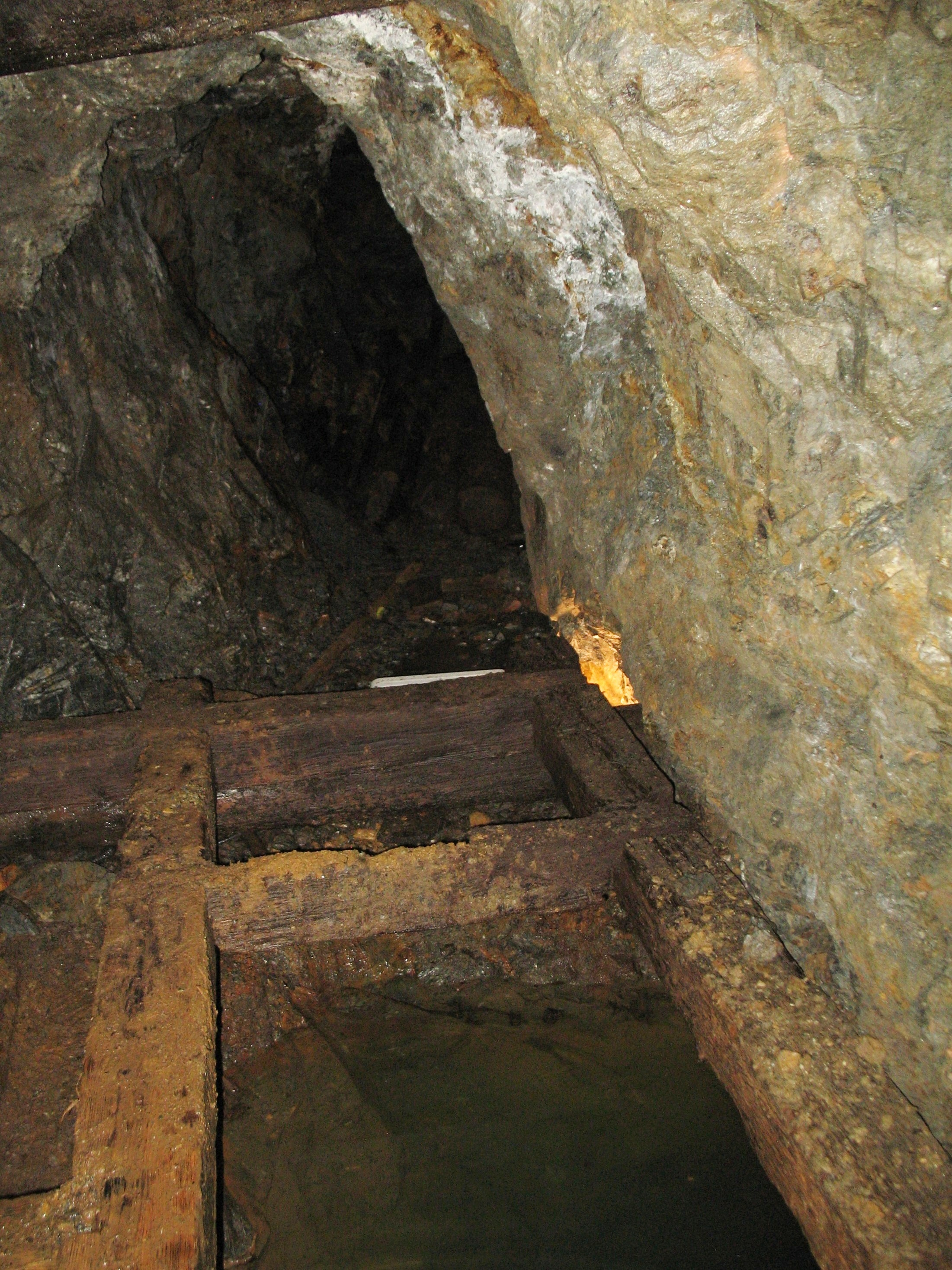
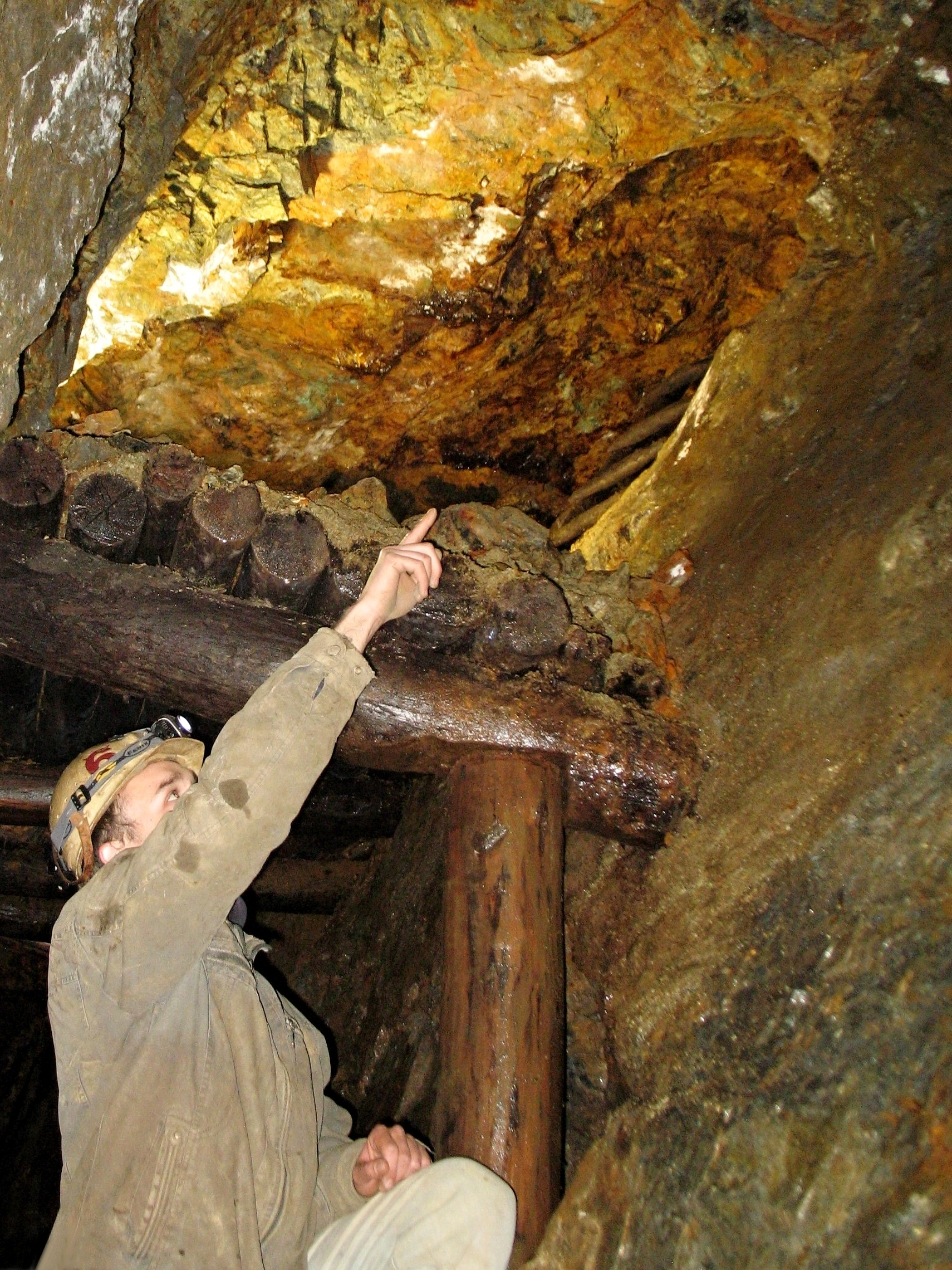
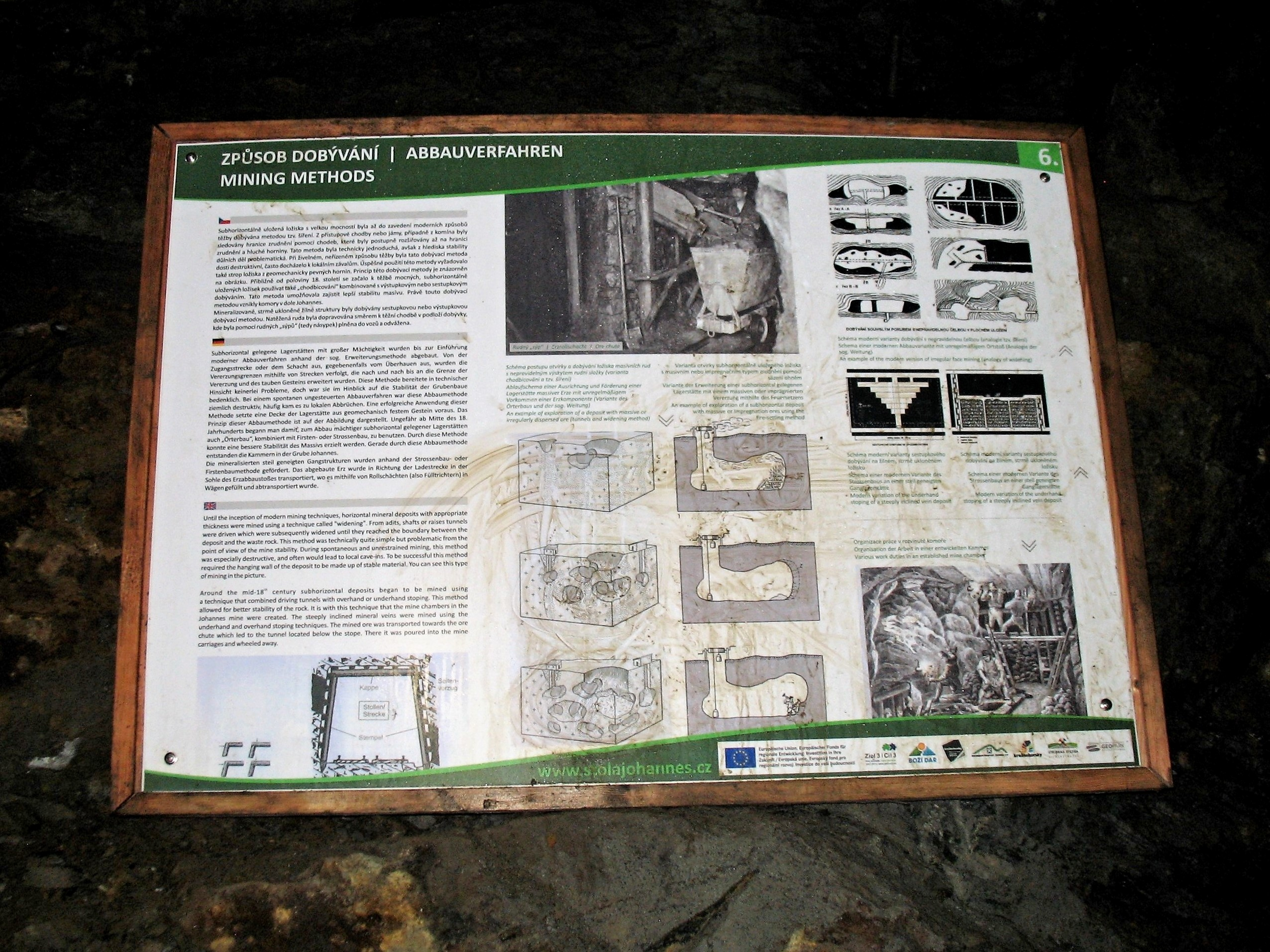

Lage des Johannesstollens